# Calvanico
Calvanico là một đô thị (comune) thuộc tỉnh Salerno trong vùng Campania của Ý. Calvanico có diện tích 14 km2, dân số là 1533 người (thời điểm ngày 1 tháng 5 năm 2009).